# فرانز يوزف مولر فون رايشنشتاين
فرانز جوزيف مولر فون راينشتاين (بالألمانية: Franz Joseph Müller von Reichenstein)‏ (1 يوليو 1740 أو 4 أكتوبر 1742 – 12 أكتوبر 1825 أو 1826)، كان عالم معادن نمساوي. كما شغل عدة مناصب في إدارة ملكية هابسبورغ. اشتُهر لاكتشافه عنصر تيلوريوم في عام 1782.